# Cabedelo
Cabedelo – miasto w Brazylii, w stanie Paraíba, położone nad Atlantykiem i rzeką Paraíba.

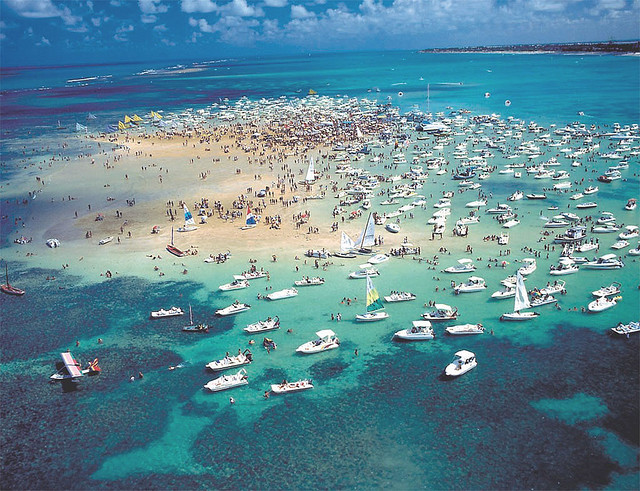
Plaża Cabedelo

## Opis
Miejscowość została założona w 1956 roku. Obecnie miasto wchodzi w skład obszaru metropolitalnego João Pessoa. Cabedelo jest punktem początkowym drogi krajowej transamazońskiej BR-230 i linii kolejowej do João Pessoa. W mieście znajduje się port morski zajmujący się przeładunkiem towarów.

## Demografia

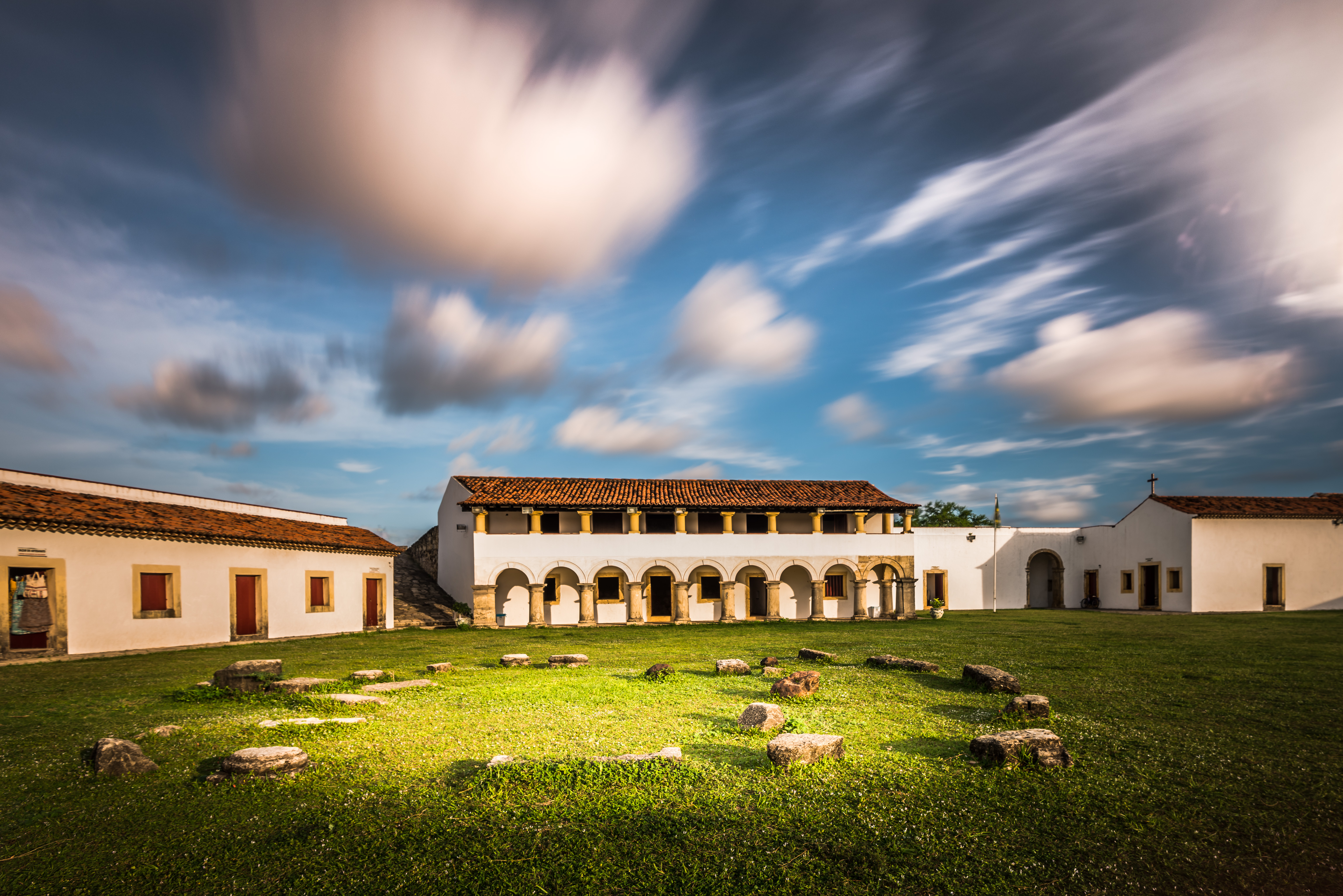
Fort Cabedelo

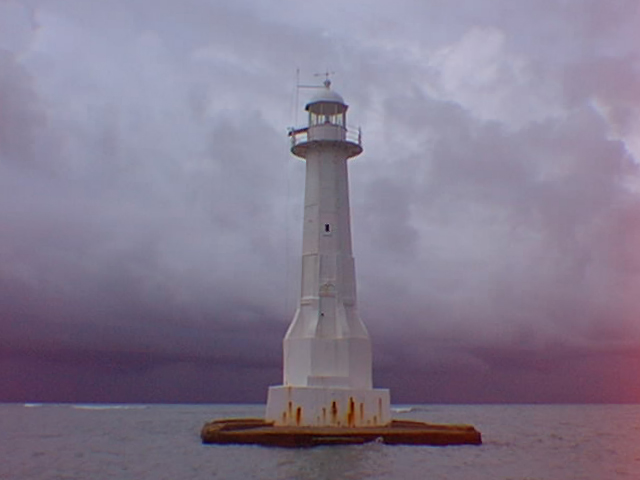
Latarnia morska Cabedelo

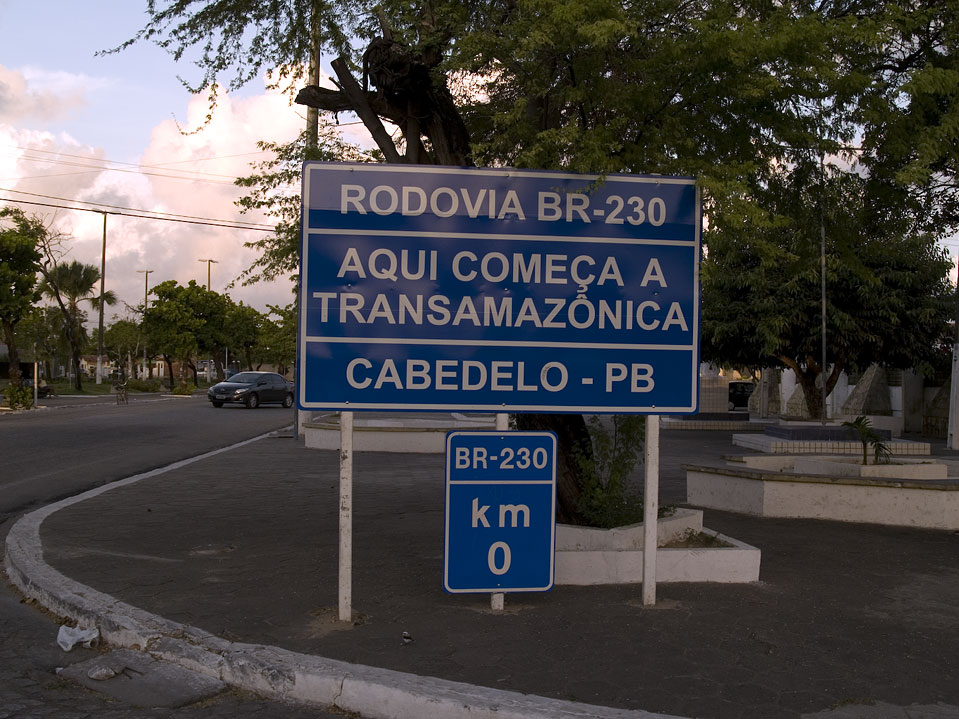
Początek Transamazoniki w Cabedelo

## Atrakcje turystyczne
- Praia de Camboinha - Plaża miejska, położona nad Atlantykiem[2].
- Fortaleza de Santa Catarina - Fort[3].

## Baza hotelowa
- Formosa Apart Hotel - hotel[4].
- Pousada Belo Mar - pensjonat[5].
- Areia Dourada - hotel[6].